# Atractylis preauxiana

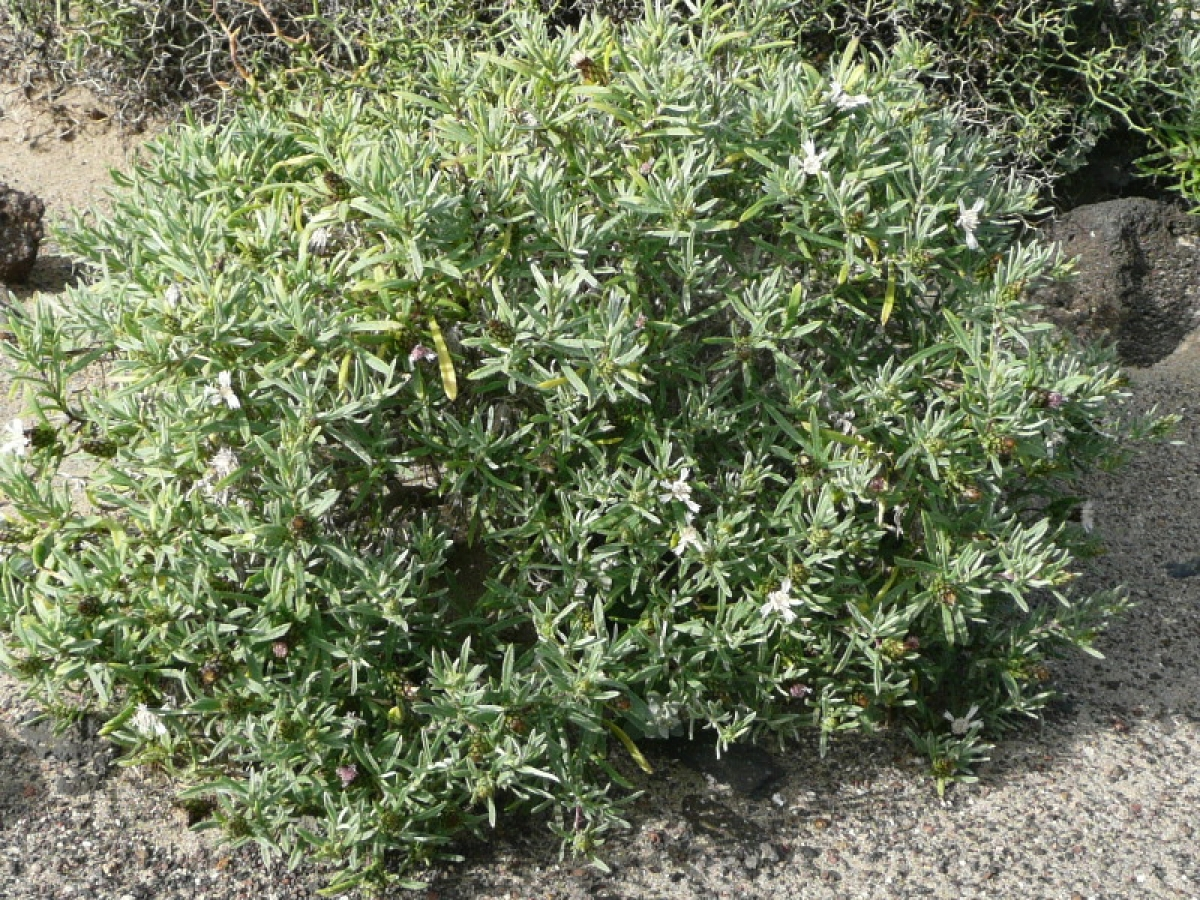
Aspecto general (Lanzarote)

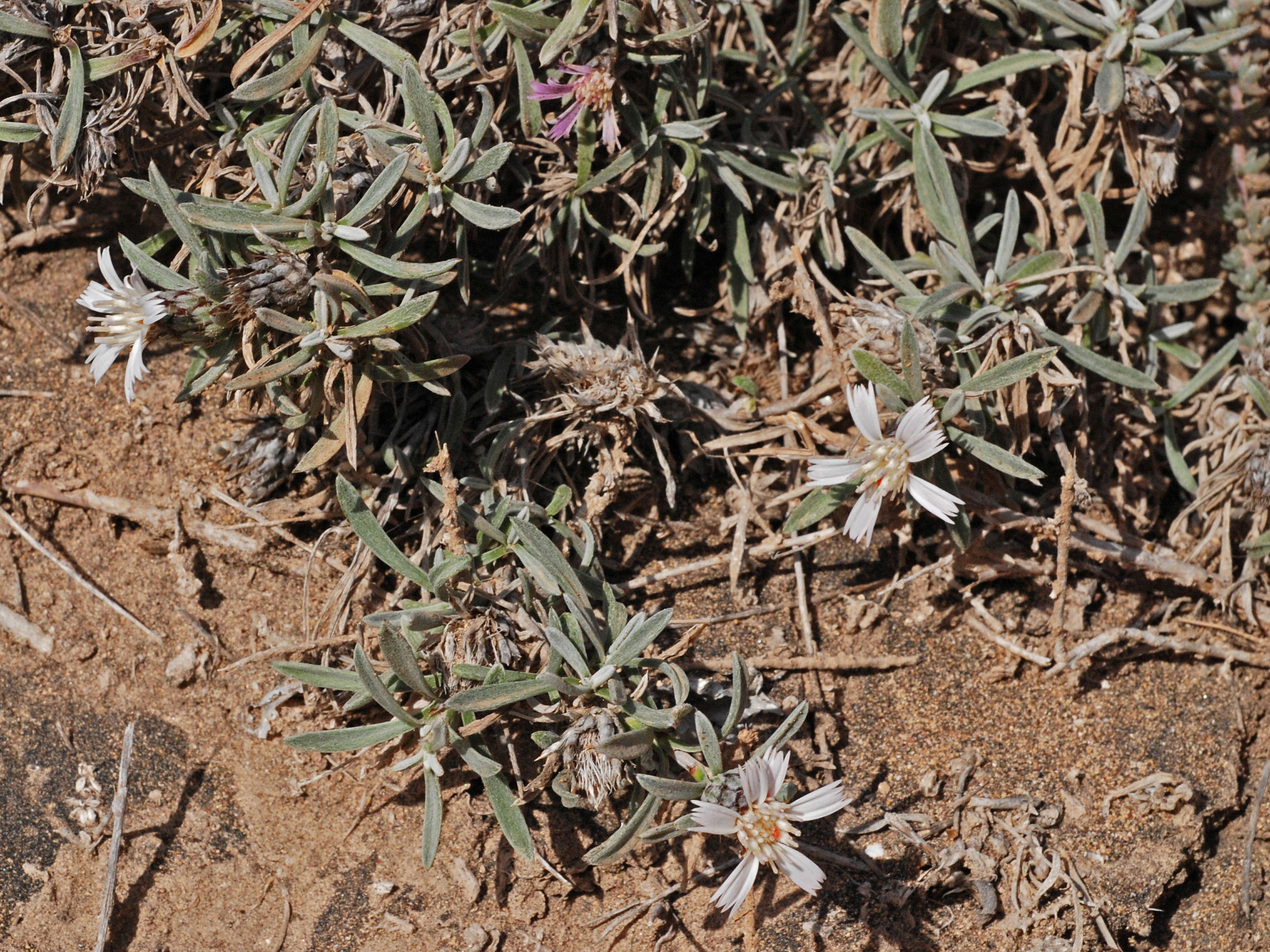
Vistal parcial con capítulos en antesis (Gran Canaria)

Atractylis preauxiana es una especie de planta arbústiva enena del género Atractylis de la familia Asteraceae. Es endémica de las Islas Canarias.

## Descripción
Se trata de un arbusto enano y almohadillado de hasta 30 cm de altura, con hojas más o menos arrosetadas, enteras, lineares o estrechamente lanceoladas, de
hasta 3 cm de largo, densamente tomentosas, algo plateadas ycon espinas marginales y apical rígidas. Los capítulos son solitarios y terminales con un involucro de brácteas exteriores espinosas e interiores algodonosas. Las lígulas periféricas son de color blanco, cremoso o, infrecuentemente, rosado,

## Distribución y hábitat
Atractylis preauxiana es un endemismo muy localizado de las Islas Canarias (Gran Canaria y Tenerife).

## Taxonomía
Atractylis preauxiana fue descrita, y figurada, por Carl Heinrich Bipontinus Schultz y publicado en Histoire Naturelle des Îles Canaries, t.3, pt. 2, sect. 2, p. 350, Tab. 117, 1846.
Etimología
- Atractylis: prestado del latín atractylis, -ĭdis, del vocablo griego ατραχτυλίς que es derivado de άτραχτος, -άχτου, huso, empleado por Dioscórides y, luego, Plinio el Viejo (21, 53 y 21, 184) para nombrar una planta espinosa de flores amarillas en capítulos igualmente espinosos que usaban las mujeres para cardar y que corresponde muy probablemente a la especie Carthamus lanatus o Carthamus leucocaulos. El nombre genérico fue creado por Carlos Linneo - sin más explicaciones-  en 1737 para plantas sin relación alguna con las anteriormente aludidas y como sustituto del género Crocodilodes de Sébastien Vaillant, 1729. Fue validado posteriormente por el mismo Carlos Linneo en Species Plantarum, vol. 2, p. 829-830, 1753 y ampliada su descripción en Genera Plantarum, p. 360, 1754.[4]

- preauxiana: en honor de Louis Despréaux Saint-Sauveur (1794-1843), naturalista francés que recolectó la planta en Canarias.

Sinonimia
- Centaurea preauxiana Webb & Berthel.[5]

## Nombres vernáculos
- Castellano de las Islas Canarias: piñamar.[1]